# Чемпионат России по лёгкой атлетике 2007
Чемпионат России по лёгкой атлетике 2007 года проводился 31 июля—3 августа в Туле на стадионе «Арсенал». Соревнования являлись отборочными в сборную России на чемпионат мира по лёгкой атлетике, прошедший 25 августа—2 сентября в японском городе Осака. В чемпионате принял участие 951 спортсмен (527 мужчин и 424 женщины) из 66 регионов России. На протяжении 4 дней было разыграно 38 комплектов медалей.
В третий день чемпионата, 2 августа, утренняя программа соревнований была перенесена на вечер из-за сильного дождя, прошедшего на стадионе.
Победные дубли на турнире оформили спринтер Иван Теплых (победил на дистанциях 100 и 200 метров) и бегунья на средние дистанции Екатерина Волкова (3000 метров с препятствиями и 5000 метров). Помимо двух золотых медалей, на счету Волковой также — второй результат сезона в мире и пятый за всю историю дисциплины в стипль-чезе.
В большинстве дисциплин победы одержали фавориты. Свои очередные звания чемпиона России завоевали: Юрий Борзаковский в беге на 800 метров, Роман Усов на 3000 метров с препятствиями, Сергей Макаров в метании копья с гроссмейстерским результатом 86,56 м и Вячеслав Шабунин в беге на 1500 метров. В секторе для прыжка в высоту у женщин двухметровый рубеж покорился Анне Чичеровой — 2,01 м.
В прыжке в длину у женщин острая борьба развернулась между Людмилой Колчановой и Ириной Симагиной, результатом которой стали 4 прыжка за 7 метров в исполнении этих спортсменок. Три из них — на счету Колчановой, которая и стала чемпионкой России и подтвердила свой статус лидера мирового сезона.
В связи с дисквалификацией в 2008 году семи российских легкоатлеток, уличённых в подмене допинг-проб, результаты чемпионата России — 2007 в ряде дисциплин были в последующие годы скорректированы.
На протяжении 2007 года в различных городах были проведены также чемпионаты России в отдельных дисциплинах лёгкой атлетики:
- 17 февраля — зимний чемпионат России по спортивной ходьбе (Адлер)
- 19—21 февраля — зимний чемпионат России по длинным метаниям (Адлер)
- 31 марта — чемпионат России по горному бегу (вверх) (Железноводск)
- 21 апреля — чемпионат России по бегу на 50 км и 100 км (Пущино)
- 28 апреля — чемпионат России по кроссу (весна) (Жуковский)
- 5—6 мая — чемпионат России по суточному бегу (Москва)
- 19 мая — чемпионат России по горному бегу (вверх-вниз) (Токсово)
- 16—17 июня — чемпионат России по марафону и спортивной ходьбе (Чебоксары)
- 14—15 июля — чемпионат России по многоборьям и бегу на 10 000 метров (Жуковский)
- 8 сентября — чемпионат России по полумарафону (Новосибирск)
- 6—7 октября — чемпионат России по кроссу (осень) (Оренбург)
- 28 октября — чемпионат России по горному бегу (длинная дистанция) (Красная Поляна)

## Медалисты

### Мужчины
| Дисциплина                          | Золото                                                                                                   | Золото             | Серебро                                                                                                  | Серебро            | Бронза                                                                                          | Бронза            |
| ----------------------------------- | --- | ------------------ | --- | ------------------ | ----------------------------------------------------------------------------------------------- | ----------------- |
| 100 м (ветер: +0,3 м/с)             | Иван Теплых Свердловская область                                                                         | 10,36              | Игорь Гостев Москва Пензенская область                                                                   | 10,38              | Михаил Егорычев Самарская область                                                               | 10,41             |
| 200 м (ветер: +0,4 м/с)             | Иван Теплых Свердловская область                                                                         | 20,81              | Роман Смирнов Москва                                                                                     | 20,86              | Денис Алексеев Санкт-Петербург                                                                  | 20,93             |
| 400 м                               | Максим Дылдин Пермский край                                                                              | 45,64              | Владислав Фролов Свердловская область Тамбовская область                                                 | 45,80              | Андрей Рудницкий Свердловская область ХМАО                                                      | 46,03             |
| 800 м                               | Юрий Борзаковский Московская область                                                                     | 1.45,45            | Дмитрий Богданов Московская область Санкт-Петербург                                                      | 1.45,81            | Юрий Колдин Москва Рязанская область                                                            | 1.47,07           |
| 1500 м                              | Вячеслав Шабунин Москва                                                                                  | 3.40,89            | Александр Кривчонков Брянская область                                                                    | 3.42,01            | Владимир Ежов Челябинская область                                                               | 3.43,95           |
| 5000 м                              | Александр Орлов Москва                                                                                   | 13.42,10           | Эдуард Бордуков Москва                                                                                   | 13.42,31           | Сергей Иванов Свердловская область Чувашия                                                      | 13.43,10          |
| 3000 м с препятствиями              | Роман Усов Курская область                                                                               | 8.33,35            | Ильдар Миншин Москва Калужская область                                                                   | 8.34,11            | Андрей Фарносов Москва Московская область                                                       | 8.35,92           |
| 110 м с барьерами (ветер: +1,0 м/с) | Игорь Перемота Челябинская область                                                                       | 13,60              | Евгений Борисов Московская область                                                                       | 13,62              | Павел Онищенко Пензенская область                                                               | 13,97             |
| 400 м с барьерами                   | Александр Деревягин Новосибирская область Кемеровская область                                            | 49,35              | Владимир Антманис Москва Оренбургская область                                                            | 50,13              | Александр Мишанин Московская область Владимирская область                                       | 50,70             |
| Прыжок в высоту                     | Ярослав Рыбаков Москва Ярославская область                                                               | 2,30 м             | Александр Шустов Московская область                                                                      | 2,27 м             | Андрей Сильнов Ростовская область                                                               | 2,27 м            |
| Прыжок с шестом                     | Игорь Павлов Москва Орловская область                                                                    | 5,70 м             | Евгений Лукьяненко Краснодарский край                                                                    | 5,70 м             | не вручалась                                                                                    |                   |
| Прыжок с шестом                     | Игорь Павлов Москва Орловская область                                                                    | 5,70 м             | Сергей Кучеряну Москва                                                                                   | 5,70 м             | не вручалась                                                                                    |                   |
| Прыжок в длину                      | Руслан Гатауллин Санкт-Петербург Татарстан                                                               | 7,90 м (+0,1 м/с)  | Владимир Малявин Москва                                                                                  | 7,87 м (+0,1 м/с)  | Денис Синявский Приморский край                                                                 | 7,86 м (0,0 м/с)  |
| Тройной прыжок                      | Александр Петренко Москва Калининградская область                                                        | 17,06 м (+0,8 м/с) | Данил Буркеня Москва                                                                                     | 16,93 м (−0,4 м/с) | Евгений Плотнир Москва                                                                          | 16,88 м (0,0 м/с) |
| Толкание ядра                       | Антон Любославский Иркутская область                                                                     | 20,77 м            | Павел Софьин Московская область Москва                                                                   | 20,10 м            | Иван Юшков Иркутская область Новосибирская область                                              | 19,79 м           |
| Метание диска                       | Богдан Пищальников Мордовия                                                                              | 64,95 м            | Дмитрий Шевченко Краснодарский край                                                                      | 60,68 м            | Станислав Алексеев Москва Ставропольский край                                                   | 60,29 м           |
| Метание молота                      | Алексей Загорный Москва Ярославская область                                                              | 77,90 м            | Игорь Виниченко Московская область                                                                       | 75,54 м            | Сергей Кирмасов Орловская область                                                               | 74,13 м           |
| Метание копья                       | Сергей Макаров Московская область                                                                        | 86,56 м            | Александр Иванов Москва Санкт-Петербург                                                                  | 80,78 м            | Игорь Сухомлинов Кабардино-Балкария Санкт-Петербург                                             | 78,33 м           |
| Эстафета 4×100 м                    | Калининградская область · Андрей Прощенко · Антон Спиридонов · Александр Антунович · Константин Петряшов | 40,14              | Краснодарский край · Антон Абрамкин · Дмитрий Шубин · Александр Белов · Алексей Пушкарёв                 | 40,42              | Омская область · Яков Зяблицев · Александр Гусаченко · Вячеслав Михайлов · Валентин Нарежный    | 40,89             |
| Эстафета 4×400 м                    | Санкт-Петербург · Сергей Петров · Денис Алексеев · Антон Галкин-Самитов · Антон Кокорин                  | 3.06,56            | Новосибирская область · Александр Деревягин · Александр Борщенко · Константин Свечкарь · Алексей Лебедзь | 3.07,28            | Свердловская область · Владимир Багарядцев · Владислав Фролов · Олег Мишуков · Андрей Рудницкий | 3.07,29           |

### Женщины
| Дисциплина                          | Золото                                                                                         | Золото             | Серебро                                                                                            | Серебро            | Бронза                                                                                                  | Бронза             |
| ----------------------------------- | ---------------------------------------------------------------------------------------------- | ------------------ | -------------------------------------------------------------------------------------------------- | ------------------ | --- | ------------------ |
| 100 м (ветер: +1,1 м/с)             | Евгения Полякова Москва                                                                        | 11,09              | Екатерина Григорьева Волгоградская область                                                         | 11,26              | Наталья Русакова Санкт-Петербург Татарстан                                                              | 11,32              |
| 200 м (ветер: +1,9 м/с)             | Наталья Русакова Санкт-Петербург Татарстан                                                     | 22,71              | Елена Болсун Иркутская область                                                                     | 22,78              | Юлия Гущина Ростовская область Московская область                                                       | 22,97              |
| 400 м                               | Наталья Антюх Москва Санкт-Петербург                                                           | 50,10              | Татьяна Вешкурова Свердловская область Пермский край                                               | 50,22              | Наталья Назарова Москва                                                                                 | 50,52              |
| 800 м                               | Ольга Котлярова Свердловская область                                                           | 1.58,14            | Светлана Клюка [a] Москва Хабаровский край                                                         | 1.58,37 [a]        | Татьяна Палиенко [a] Мурманская область                                                                 | 1.59,81 [a]        |
| 1500 м                              | Наталья Пантелеева Московская область Нижегородская область                                    | 4.05,19            | Ольга Комягина [a] Санкт-Петербург                                                                 | 4.05,93 [a]        | Олеся Чумакова [a] Москва Московская область                                                            | 4.06,19 [a]        |
| 5000 м                              | Екатерина Волкова Курская область Татарстан                                                    | 15.00,02           | Мария Коновалова Москва Иркутская область                                                          | 15.02,96           | Елена Сидорченкова Московская область                                                                   | 15.12,48           |
| 3000 м с препятствиями              | Екатерина Волкова Курская область Татарстан                                                    | 9.13,35            | Татьяна Петрова Московская область Чувашия                                                         | 9.14,35            | Елена Сидорченкова Московская область                                                                   | 9.26,55            |
| 100 м с барьерами (ветер: +2,0 м/с) | Татьяна Павлий Московская область Ставропольский край                                          | 12,90              | Александра Антонова Москва                                                                         | 12,95              | Екатерина Штепа Ростовская область                                                                      | 13,01              |
| 400 м с барьерами                   | Юлия Печёнкина-Носова Московская область Красноярский край                                     | 53,61              | Екатерина Бикерт Свердловская область                                                              | 54,24              | Наталья Иванова Москва                                                                                  | 54,36              |
| Прыжок в высоту                     | Анна Чичерова Москва Ростовская область                                                        | 2,01 м             | Екатерина Савченко Омская область                                                                  | 1,98 м             | Екатерина Кунцевич Свердловская область                                                                 | 1,89 м             |
| Прыжок с шестом                     | Светлана Феофанова Москва                                                                      | 4,75 м             | Юлия Голубчикова Москва                                                                            | 4,70 м             | Татьяна Полнова Краснодарский край                                                                      | 4,55 м             |
| Прыжок в длину                      | Людмила Колчанова Костромская область Татарстан                                                | 7,17 м (−1,3 м/с)  | Ирина Симагина Москва Рязанская область                                                            | 7,08 м (+0,7 м/с)  | Наталья Лебусова Санкт-Петербург Ярославская область                                                    | 6,73 м (+0,9 м/с)  |
| Тройной прыжок                      | Анна Пятых Москва                                                                              | 14,60 м (−0,5 м/с) | Олеся Буфалова Краснодарский край Адыгея                                                           | 14,49 м (+0,2 м/с) | Надежда Алёхина-Баженова Владимирская область                                                           | 14,31 м (+0,6 м/с) |
| Толкание ядра                       | Анна Омарова Московская область Ставропольский край                                            | 19,34 м            | Анна Авдеева Самарская область                                                                     | 18,75 м            | Ирина Худорошкина Московская область                                                                    | 18,57 м            |
| Метание диска                       | Оксана Есипчук [a] Санкт-Петербург Брянская область                                            | 60,11 м [a]        | Ольга Ольшевская [a] Москва Брянская область                                                       | 54,40 м [a]        | Светлана Иванова [a] Москва Костромская область                                                         | 53,12 м [a]        |
| Метание молота                      | Елена Коневцова Московская область                                                             | 73,95 м            | Елена Прийма [a][b] Московская область Ростовская область                                          | 68,20 м [a][b]     | Анна Булгакова [a][b] Москва Ставропольский край                                                        | 66,49 м [a][b]     |
| Метание копья                       | Лада Чернова Самарская область                                                                 | 63,35 м            | Мария Абакумова Краснодарский край Ставропольский край                                             | 62,90 м            | Мария Яковенко Краснодарский край                                                                       | 62,23 м            |
| Эстафета 4×100 м                    | Вологодская область · Марина Егорова · Елена Козлова · Оксана Жуковская · Виолетта Овчинникова | 45,29              | Волгоградская область · Мария Боликова · Анастасия Мисюра · Анастасия Соловьёва · Олеся Погорелова | 45,33              | Омская область · Татьяна Шандра · Надежда Палеева · Светлана Зубовская · Марина Туктамышева             | 45,65              |
| Эстафета 4×400 м                    | Москва · Жанна Кащеева · Анастасия Капачинская · Елена Ильдейкина · Татьяна Левина             | 3.28,00            | Свердловская область · Евгения Исакова · Дарья Сафонова · Светлана Поспелова · Ольга Ладейщикова   | 3.29,48            | Волгоградская область · Антонина Кривошапка · Олеся Погорелова · Маргарита Исмайлова · Татьяна Самарина | 3.33,20            |

a  31 июля 2008 года ИААФ отстранила от участия в соревнованиях семь ведущих российских легкоатлеток: Елену Соболеву, Дарью Пищальникову, Гульфию Ханафееву, Юлию Фоменко, Светлану Черкасову, Татьяну Томашову и Ольгу Егорову. Причиной стал выявленный факт подмены спортсменками своих допинг-проб, вывод о чём был сделан на основании несовпадения ДНК при их сравнительном анализе. В результате проведённого разбирательства Президиум Всероссийской федерации лёгкой атлетики 20 октября 2008 года принял решение дисквалифицировать всех спортсменок на 2 года с аннулированием всех их результатов с момента забора первой допинг-пробы (апрель—май 2007 года). Позднее, после апелляции ИААФ, Спортивный арбитражный суд в Лозанне увеличил срок дисквалификации до 2 лет и 9 месяцев и отодвинул срок начала её отсчёта на сентябрь 2008 года. Даты начала аннулирования результатов оставлены в силе. Таким образом, следующие спортсменки были лишены своих результатов на чемпионате России — 2007:

800 м: Светлана Черкасова (2 место, 1.58,37) и Елена Соболева (4 место, 1.59,63).

1500 м: Юлия Фоменко-Чиженко (2 место, 4.05,64).

Метание диска: Дарья Пищальникова (1 место, 63,90 м).

Метание молота: Гульфия Ханафеева (3 место, 72,22 м).

b  2 апреля 2013 года Всероссийская федерация лёгкой атлетики сообщила о дисквалификации на 2 года метательницы молота Ольги Кузенковой. Поводом стала положительная допинг-проба, взятая на прошедшем в 2005 году чемпионате мира по лёгкой атлетике в Хельсинки и перепроверенная Всемирным антидопинговым агентством через 7,5 лет после завершения соревнований. Помимо дисквалификации, все результаты спортсменки с 12 августа 2005 года по 11 августа 2007 года были аннулированы, в том числе 2-е место на чемпионате России — 2007 с результатом 72,36 м.

## Зимний чемпионат России по спортивной ходьбе
Зимний чемпионат России по спортивной ходьбе 2007 прошёл 17 февраля в Адлере. Мужчины соревновались на дистанциях 20 км и 35 км, женщины — на 20 км. Наиболее высокие результаты были показаны в мужских заходах. На дистанции 20 км победу с отличным временем 1:18.56 одержал Валерий Борчин, а все три призёра «разменяли» 1:20.

### Мужчины
| Дисциплина      | Золото                     | Золото  | Серебро                   | Серебро | Бронза                                    | Бронза  |
| --------------- | -------------------------- | ------- | ------------------------- | ------- | ----------------------------------------- | ------- |
| Ходьба на 20 км | Валерий Борчин Мордовия    | 1:18.56 | Игорь Ерохин Мордовия     | 1:19.21 | Виктор Бураев Мордовия Пензенская область | 1:19.57 |
| Ходьба на 35 км | Владимир Канайкин Мордовия | 2:26.09 | Сергей Кирдяпкин Мордовия | 2:28.47 | Олег Кисткин Мордовия                     | 2:30.28 |

### Женщины
| Дисциплина      | Золото                             | Золото  | Серебро                                      | Серебро | Бронза                    | Бронза  |
| --------------- | ---------------------------------- | ------- | -------------------------------------------- | ------- | ------------------------- | ------- |
| Ходьба на 20 км | Алёна Нартова Свердловская область | 1:28.31 | Татьяна Сибилёва Чувашия Челябинская область | 1:28.51 | Ольга Каниськина Мордовия | 1:29.02 |

## Зимний чемпионат России по длинным метаниям
Зимний чемпионат России по длинным метаниям 2007 прошёл 19—21 февраля в Адлере на стадионе «Юность-2001». В программе соревнований были представлены метание диска, метание молота и метание копья. Лучшим результатом чемпионата стала попытка копьеметателя Александра Иванова на 86,26 м.

### Мужчины
| Дисциплина     | Золото                                  | Золото  | Серебро                                             | Серебро | Бронза                                        | Бронза  |
| -------------- | --------------------------------------- | ------- | --------------------------------------------------- | ------- | --------------------------------------------- | ------- |
| Метание диска  | Александр Боричевский Санкт-Петербург   | 61,64 м | Вячеслав Ивашкин Ставропольский край                | 58,65 м | Станислав Алексеев Москва Ставропольский край | 58,30 м |
| Метание молота | Игорь Виниченко Московская область      | 77,21 м | Алексей Королёв Санкт-Петербург                     | 75,15 м | Андрей Азаренков Москва Смоленская область    | 75,12 м |
| Метание копья  | Александр Иванов Москва Санкт-Петербург | 86,26 м | Игорь Сухомлинов Кабардино-Балкария Санкт-Петербург | 80,39 м | Сергей Макаров Московская область             | 78,90 м |

### Женщины
| Дисциплина     | Золото                                                 | Золото  | Серебро                              | Серебро | Бронза                                          | Бронза  |
| -------------- | ------------------------------------------------------ | ------- | ------------------------------------ | ------- | ----------------------------------------------- | ------- |
| Метание диска  | Дарья Пищальникова Мордовия Адыгея                     | 59,35 м | Оксана Тучак Краснодарский край      | 57,00 м | Оксана Есипчук Санкт-Петербург Брянская область | 55,38 м |
| Метание молота | Татьяна Лысенко Ростовская область                     | 72,60 м | Екатерина Хороших Ростовская область | 70,21 м | Елена Коневцова Московская область              | 66,98 м |
| Метание копья  | Мария Абакумова Краснодарский край Ставропольский край | 59,30 м | Екатерина Рыбко Москва               | 58,76 м | Лада Чернова Самарская область                  | 57,66 м |

## Чемпионат России по горному бегу (вверх)
VIII чемпионат России по горному бегу (вверх) состоялся 31 марта 2007 года в Железноводске, Ставропольский край. Участники выявляли сильнейших на трассе, проложенной на склоне горы Бештау. На старт вышли 117 участников (84 мужчины и 33 женщины) из 33 регионов России.

### Мужчины
| Дисциплина                         | Золото                                 | Золото | Серебро                      | Серебро | Бронза                         | Бронза |
| ---------------------------------- | -------------------------------------- | ------ | ---------------------------- | ------- | ------------------------------ | ------ |
| 7 км перепад высот: +1039 м −128 м | Александр Болховитин Тюменская область | 46.40  | Андрей Сафронов Башкортостан | 47.01   | Андрей Никишёв Курская область | 47.55  |

### Женщины
| Дисциплина                         | Золото                               | Золото | Серебро                       | Серебро | Бронза                          | Бронза |
| ---------------------------------- | ------------------------------------ | ------ | ----------------------------- | ------- | ------------------------------- | ------ |
| 5,7 км перепад высот: +709 м −34 м | Ольга Горбунова Владимирская область | 38.16  | Наталья Леонтьева Саха−Якутия | 38.58   | Ольга Ахметчина Санкт-Петербург | 39.02  |

## Чемпионат России по бегу на 50 и 100 км
Чемпионат России по бегу на 50 и 100 километров прошёл 21 апреля в подмосковном городе Пущино. На старт вышли 65 легкоатлетов из 28 регионов страны (45 мужчин и 20 женщин). Чемпионы определялись на круге длиной 2,5 километра.

### Мужчины
| Дисциплина | Золото                               | Золото  | Серебро                                   | Серебро     | Бронза                                  | Бронза      |
| ---------- | ------------------------------------ | ------- | ----------------------------------------- | ----------- | --------------------------------------- | ----------- |
| 50 км      | Андрей Смирнов Ярославская область   | 2:59.40 | Александр Вишнягов [c] Курганская область | 3:00.00 [c] | Олег Харитонов [c] Свердловская область | 3:00.30 [c] |
| 100 км     | Алексей Измайлов Ярославская область | 6:49.08 | Василий Спиридонов Саха−Якутия            | 6:55.56     | Анатолий Кругликов Смоленская область   | 6:56.23     |

c  Допинг-проба бегуна из Ростовской области Вадима Шмагайло, взятая по окончании соревнований, оказалась положительной. 28 июня 2007 года ИААФ сообщила о дисквалификации спортсмена на 2 года. Его результат на чемпионате России, второе место в беге на 50 км (2:59.42), в соответствии с правилами был аннулирован.

### Женщины
| Дисциплина | Золото                          | Золото  | Серебро                                | Серебро | Бронза                              | Бронза  |
| ---------- | ------------------------------- | ------- | -------------------------------------- | ------- | ----------------------------------- | ------- |
| 50 км      | Евгения Данилова Омская область | 3:24.22 | Нина Поднебеснова Оренбургская область | 3:29.03 | Лариса Клеймёнова Курская область   | 3:33.35 |
| 100 км     | Надежда Карасёва Саха−Якутия    | 8:16.43 | Александра Анахина Саха−Якутия         | 8:25.38 | Анастасия Сыромятникова Саха−Якутия | 8:29.33 |

## Чемпионат России по кроссу (весна)
Весенний чемпионат России по кроссу состоялся 28 апреля 2007 года в городе Жуковский, Московская область. Было разыграно 4 комплекта наград. Мужчины соревновались на дистанциях 4 км и 8 км, женщины — 2 км и 6 км.

### Мужчины
| Дисциплина | Золото                                | Золото | Серебро                                    | Серебро | Бронза                   | Бронза |
| ---------- | ------------------------------------- | ------ | ------------------------------------------ | ------- | ------------------------ | ------ |
| Кросс 4 км | Александр Кривчонков Брянская область | 11.06  | Сергей Иванов Свердловская область Чувашия | 11.10   | Павел Наумов Москва      | 11.11  |
| Кросс 8 км | Евгений Рыбаков Кемеровская область   | 22.59  | Анатолий Рыбаков Кемеровская область       | 23.00   | Сергей Емельянов Чувашия | 23.01  |

### Женщины
| Дисциплина | Золото                               | Золото   | Серебро                                | Серебро  | Бронза                                 | Бронза |
| ---------- | ------------------------------------ | -------- | -------------------------------------- | -------- | -------------------------------------- | ------ |
| Кросс 2 км | Марина Иванова [d] Самарская область | 6.06 [d] | Любовь Пуляева [d] Вологодская область | 6.10 [d] |                                        |        |
| Кросс 6 км | Ольга Россеева Чувашия               | 19.20    | Гульнара Выговская Самарская область   | 19.29    | Виктория Трушенко Астраханская область | 19.30  |

d  В связи с нарушением антидопингового законодательства (подмена допинг-проб), все результаты Юлии Фоменко после 27 апреля 2007 года аннулированы, в том числе 1-е место на весеннем чемпионате России по кроссу — 2007 (время — 6.03).

## Чемпионат России по суточному бегу
Чемпионат России по суточному бегу прошёл 5—6 мая на стадионе «Янтарь» в Москве в рамках XVI сверхмарафона «Сутки бегом». На старт вышли 53 легкоатлета из 25 регионов страны (46 мужчин и 7 женщин). Соревнования прошли в холодную (+3-4 градуса) и ветреную погоду.

### Мужчины
| Дисциплина   | Золото                              | Золото    | Серебро                   | Серебро   | Бронза                   | Бронза    |
| ------------ | ----------------------------------- | --------- | ------------------------- | --------- | ------------------------ | --------- |
| Суточный бег | Алексей Арефьев Кемеровская область | 251 602 м | Семён Дедюкин Саха−Якутия | 239 260 м | Алексей Барсков Мордовия | 233 823 м |

### Женщины
| Дисциплина   | Золото                  | Золото    | Серебро                            | Серебро   | Бронза                         | Бронза    |
| ------------ | ----------------------- | --------- | ---------------------------------- | --------- | ------------------------------ | --------- |
| Суточный бег | Евгения Куликова Москва | 194 916 м | Галина Гордеева Московская область | 191 463 м | Раиса Бердникова Пермский край | 173 865 м |

## Чемпионат России по горному бегу (вверх-вниз)
IX чемпионат России по горному бегу (вверх-вниз) состоялся 19 мая 2007 года в посёлке Токсово, Ленинградская область. Соревнования прошли на базе местного Военного института физической культуры. На старт вышли 34 участника (23 мужчины и 11 женщин) из 15 регионов страны.

### Мужчины
| Дисциплина                           | Золото             | Золото  | Серебро                            | Серебро | Бронза                              | Бронза  |
| ------------------------------------ | ------------------ | ------- | ---------------------------------- | ------- | ----------------------------------- | ------- |
| 12 км перепад высот: +1400 м −1400 м | Дмитрий Куц Москва | 1:00.25 | Александр Гусев Московская область | 1:00.57 | Дмитрий Лукин Ленинградская область | 1:01.43 |

### Женщины
| Дисциплина                          | Золото                        | Золото | Серебро                             | Серебро | Бронза                                 | Бронза |
| ----------------------------------- | ----------------------------- | ------ | ----------------------------------- | ------- | -------------------------------------- | ------ |
| 6,9 км перепад высот: +800 м −800 м | Жанна Вокуева Санкт-Петербург | 40.46  | Лариса Шелехова Ярославская область | 42.19   | Наталья Тарантинова Московская область | 42.48  |

## Чемпионат России по спортивной ходьбе и марафону
Чемпионы России 2007 года в дисциплинах спортивной ходьбы (20 км у мужчин и женщин и 50 км у мужчин) и марафона определились 16—17 июня в Чебоксарах. Трасса для ходоков была проложена по набережной залива реки Волги, где также располагался финиш марафонской дистанции. Соревнования являлись финальным этапом отбора в сборную России по ходьбе для участия в чемпионате мира по лёгкой атлетике; из числа марафонцев никто не смог выполнить установленные Всероссийской федерацией нормативы, поэтому победители и призёры в этой дисциплине не прошли отбор в команду. На старт марафона вышли 62 спортсмена. У мужчин победил лидировавший с первых километров Алексей Соколов (ст.), завоевав таким образом свой третий титул чемпиона страны. Судьба женского забега решилась на последних 5 километрах, когда удалось уйти в отрыв и одержать победу Дине Усановой. В мужском заходе на 20 км с высоким результатом 1:17.36 победил Владимир Канайкин, всего 15 секунд уступив времени мирового рекорда. На дистанции 50 км у мужчин чемпионом стал серебряный призёр Олимпийских игр 2004 года Денис Нижегородов, показавший второй результат сезона в мире.

### Мужчины
| Дисциплина      | Золото                                | Золото  | Серебро                                     | Серебро | Бронза                                  | Бронза  |
| --------------- | ------------------------------------- | ------- | ------------------------------------------- | ------- | --------------------------------------- | ------- |
| Марафон         | Алексей Соколов (ст.) Санкт-Петербург | 2:15.52 | Олег Марусин Башкортостан                   | 2:17.35 | Андрей Чернышов Липецкая область Москва | 2:19.20 |
| Ходьба на 20 км | Владимир Канайкин Мордовия            | 1:17.36 | Илья Марков Свердловская область            | 1:18.56 | Сергей Бакулин Мордовия                 | 1:19.14 |
| Ходьба на 50 км | Денис Нижегородов Мордовия            | 3:40.53 | Сергей Мелентьев Москва Кемеровская область | 3:51.11 | Николай Матюхин Московская область      | 3:57.18 |

### Женщины
| Дисциплина      | Золото                         | Золото  | Серебро                  | Серебро | Бронза                    | Бронза  |
| --------------- | ------------------------------ | ------- | ------------------------ | ------- | ------------------------- | ------- |
| Марафон         | Дина Усанова Самарская область | 2:45.27 | Венера Сармосова Чувашия | 2:46.04 | Ираида Пудовкина Чувашия  | 2:47.39 |
| Ходьба на 20 км | Ирина Станкина Мордовия        | 1:29.56 | Ольга Михайлова Чувашия  | 1:30.19 | Лариса Емельянова Чувашия | 1:30.52 |

## Чемпионат России по многоборьям и бегу на 10 000 метров
Чемпионат России 2007 в беге на 10 000 метров и дисциплинах многоборья был проведён 14—15 июля в городе Жуковский, Московская область. Главной ареной состязаний стал стадион «Метеор».

### Мужчины
| Дисциплина  | Золото                                         | Золото     | Серебро                                    | Серебро    | Бронза                              | Бронза     |
| ----------- | ---------------------------------------------- | ---------- | ------------------------------------------ | ---------- | ----------------------------------- | ---------- |
| 10 000 м    | Алексей Александров Московская область Чувашия | 28.40,26   | Алексей Реунков Москва Челябинская область | 28.41,50   | Олег Кульков Свердловская область   | 28.41,68   |
| Десятиборье | Алексей Сысоев Волгоградская область           | 8267 очков | Александр Зябрев Иркутская область         | 7680 очков | Андрей Баштанов Кемеровская область | 7520 очков |

### Женщины
| Дисциплина | Золото                         | Золото     | Серебро                             | Серебро    | Бронза                                     | Бронза    |
| ---------- | ------------------------------ | ---------- | ----------------------------------- | ---------- | ------------------------------------------ | --------- |
| 10 000 м   | Инга Абитова Самарская область | 31.26,08   | Ксения Агафонова Московская область | 31.47,14   | Марина Иванова Московская область Чувашия  | 31.52,37  |
| Семиборье  | Анна Богданова Санкт-Петербург | 6289 очков | Ольга Курбан Иркутская область      | 6185 очков | Наталья Котова Москва Владимирская область | 5904 очка |

## Чемпионат России по полумарафону
Чемпионат России по полумарафону 2007 состоялся 8 сентября в городе Новосибирске в рамках X Новосибирского полумарафона памяти Александра Раевича. Старт и финиш забега располагались на площади Ленина, а сама трасса была проложена в центре города по Красному проспекту. В забеге приняли участие не только российские, но и иностранные спортсмены из Казахстана, Японии, США и Кении. Первым финишную черту в мужском забеге с новым рекордом трассы (1:02.40) пересёк кениец Сэмми Тум, вслед за ним пришли братья Евгений (завоевавший звание чемпиона страны) и Анатолий Рыбаковы. Пьедестал среди женщин оказался полностью российским.

### Мужчины
| Дисциплина  | Золото                              | Золото  | Серебро                              | Серебро | Бронза                        | Бронза  |
| ----------- | ----------------------------------- | ------- | ------------------------------------ | ------- | ----------------------------- | ------- |
| Полумарафон | Евгений Рыбаков Кемеровская область | 1:03.04 | Анатолий Рыбаков Кемеровская область | 1:03.23 | Григорий Андреев Башкортостан | 1:03.55 |

### Женщины
| Дисциплина  | Золото                                | Золото  | Серебро                           | Серебро | Бронза                           | Бронза  |
| ----------- | ------------------------------------- | ------- | --------------------------------- | ------- | -------------------------------- | ------- |
| Полумарафон | Рашида Хайрутдинова Калужская область | 1:10.38 | Ирина Тимофеева Самарская область | 1:10.50 | Ольга Глок Новосибирская область | 1:11.10 |

## Чемпионат России по кроссу (осень)
Осенний чемпионат России по кроссу прошёл в Оренбурге 6—7 октября 2007 года. Мужчины определили сильнейшего на дистанции 10 км, женщины — 6 км. Соревнования являлись отборочными к чемпионату Европы по кроссу, прошедшему в испанском городе Торо.

### Мужчины
| Дисциплина  | Золото                   | Золото | Серебро                      | Серебро | Бронза              | Бронза |
| ----------- | ------------------------ | ------ | ---------------------------- | ------- | ------------------- | ------ |
| Кросс 10 км | Руслан Назипов Татарстан | 29.50  | Андрей Латышев Пермский край | 29.58   | Акмаль Ишов Чувашия | 30.08  |

### Женщины
| Дисциплина | Золото                                  | Золото | Серебро                                | Серебро | Бронза                           | Бронза |
| ---------- | --------------------------------------- | ------ | -------------------------------------- | ------- | -------------------------------- | ------ |
| Кросс 6 км | Надежда Трилинская Оренбургская область | 19.11  | Виктория Трушенко Астраханская область | 19.26   | Нина Поднебеснова Омская область | 19.31  |

## Чемпионат России по горному бегу (длинная дистанция)
Чемпионат России по длинному горному бегу состоялся 28 октября 2007 года в Красной Поляне, Краснодарский край. На старт вышли 40 участников (22 мужчины и 18 женщин) из 13 регионов России.

### Мужчины
| Дисциплина                             | Золото                             | Золото  | Серебро                                   | Серебро     | Бронза                                | Бронза      |
| -------------------------------------- | ---------------------------------- | ------- | ----------------------------------------- | ----------- | ------------------------------------- | ----------- |
| 28,6 км перепад высот: +1256 м −1256 м | Владимир Калинин Самарская область | 1:55.47 | Василий Твердохвалов [e] Хабаровский край | 2:00.33 [e] | Андрей Сергеев [e] Смоленская область | 2:01.50 [e] |

e  По окончании соревнований бегун из Томской области Михаил Смирнов сдал положительную допинг-пробу. 20 мая 2008 года ИААФ объявила о дисквалификации спортсмена на 2 года. Его выступление на чемпионате России по длинному горному бегу, второе место с результатом 2:00.10, в соответствии с правилами было аннулировано.

### Женщины
| Дисциплина                             | Золото                               | Золото  | Серебро                         | Серебро | Бронза                              | Бронза  |
| -------------------------------------- | ------------------------------------ | ------- | ------------------------------- | ------- | ----------------------------------- | ------- |
| 28,6 км перепад высот: +1256 м −1256 м | Юлия Смирнова Томская область Москва | 2:16.32 | Евгения Данилова Омская область | 2:22.44 | Елена Рухляда Новосибирская область | 2:24.07 |

## Состав сборной России для участия в чемпионате мира
По итогам чемпионата и с учётом выполнения необходимых нормативов, в состав сборной для участия в чемпионате мира по лёгкой атлетике в Осаке вошли 107 атлетов. 13 спортсменов получили освобождение от участия в чемпионате России и были досрочно включены в состав команды. Незадолго до начала чемпионата мира от должности главного тренера сборной России был отстранён Валерий Куличенко. Причиной послужили положительные допинг-пробы двух метательниц молота, Татьяны Лысенко и Екатерины Хороших. Временно исполняющим обязанности главного тренера сборной России был назначен Валентин Маслаков. Окончательный состав команды:
Мужчины
200 м: Иван Теплых.

Эстафета 4х100 м: Иван Теплых, Игорь Гостев, Роман Смирнов, Михаил Егорычев, Александр Волков.

400 м: Владислав Фролов.

Эстафета 4х400 м: Максим Дылдин, Владислав Фролов, Андрей Рудницкий, Константин Свечкарь, Антон Кокорин, Денис Алексеев — отобрался по итогам чемпионата Европы среди молодёжи.

800 м: Юрий Борзаковский, Дмитрий Богданов.

110 м с барьерами: Игорь Перемота.

400 м с барьерами: Александр Деревягин.

Прыжок в высоту: Андрей Терёшин — имел освобождение от отбора, Ярослав Рыбаков, Андрей Сильнов.

Прыжок с шестом: Игорь Павлов, Евгений Лукьяненко, Павел Прокопенко — отобрался по итогам чемпионата Европы среди молодёжи.

Прыжок в длину: Руслан Гатауллин.

Тройной прыжок: Александр Петренко, Данил Буркеня.

Толкание ядра: Антон Любославский, Павел Софьин.

Метание диска: Богдан Пищальников.

Метание молота: Алексей Загорный.

Метание копья: Сергей Макаров, Александр Иванов, Игорь Сухомлинов.

Десятиборье: Алексей Дроздов — имел освобождение от отбора, Александр Погорелов — отобрался по итогам международных стартов, позднее снялся с турнира, Алексей Сысоев.

Ходьба 20 км: Валерий Борчин, Игорь Ерохин, Илья Марков.

Ходьба 50 км: Сергей Кирдяпкин — имел специальное приглашение ИААФ как действующий чемпион мира, Владимир Канайкин, Денис Нижегородов, Алексей Воеводин.
Женщины
100 м: Евгения Полякова, Екатерина Григорьева, Ирина Хабарова.

200 м: Наталья Русакова, Елена Болсун, Юлия Чермошанская.

Эстафета 4х100 м: Евгения Полякова, Наталья Русакова, Екатерина Григорьева, Юлия Гущина, Юлия Чермошанская, Ирина Хабарова.

400 м: Наталья Антюх, Татьяна Вешкурова, Наталья Назарова — позднее снялась с личного вида.

Эстафета 4х400 м: Наталья Антюх, Татьяна Вешкурова, Наталья Назарова, Татьяна Левина, Елена Мигунова, Людмила Литвинова — отобралась по итогам чемпионата Европы среди молодёжи.

800 м: Ольга Котлярова, Светлана Черкасова, Светлана Клюка.

1500 м: Татьяна Томашова — имела специальное приглашение ИААФ как действующая чемпионка мира, позднее снялась с турнира, Елена Соболева — имела освобождение от отбора, Наталья Пантелеева, Юлия Фоменко.

5000 м: Екатерина Волкова, Мария Коновалова.

10 000 м: Инга Абитова.

Марафон: Галина Богомолова, Наиля Юламанова, Любовь Моргунова, Гульнара Выговская.

3000 м с препятствиями: Гульнара Галкина-Самитова — имела освобождение от отбора, Екатерина Волкова, Татьяна Петрова.

100 м с барьерами: Татьяна Павлий, Александра Антонова.

400 м с барьерами: Юлия Печёнкина-Носова — имела специальное приглашение ИААФ как действующая чемпионка мира, Екатерина Бикерт, Наталья Иванова, Евгения Исакова.

Прыжок в высоту: Елена Слесаренко — имела освобождение от отбора, Анна Чичерова, Екатерина Савченко.

Прыжок с шестом: Елена Исинбаева — имела специальное приглашение ИААФ как действующая чемпионка мира, Светлана Феофанова, Юлия Голубчикова, Татьяна Полнова.

Прыжок в длину: Татьяна Котова, Татьяна Лебедева — имели освобождение от отбора, Людмила Колчанова.

Тройной прыжок: Татьяна Лебедева — имела освобождение от отбора, Анна Пятых, Олеся Буфалова.

Толкание ядра: Анна Омарова, Анна Авдеева, Оксана Гаус.

Метание диска: Дарья Пищальникова.

Метание молота: Ольга Кузенкова — имела специальное приглашение ИААФ как действующая чемпионка мира, Гульфия Ханафеева — имела освобождение от отбора, Елена Коневцова, Елена Прийма.

Метание копья: Лада Чернова, Мария Абакумова, Мария Яковенко.

Семиборье: Татьяна Чернова — имела освобождение от отбора, Анна Богданова, Ольга Курбан.

Ходьба 20 км: Олимпиада Иванова — имела специальное приглашение ИААФ как действующая чемпионка мира, Татьяна Сибилёва, Ольга Каниськина, Татьяна Шемякина — отобралась по итогам чемпионата Европы среди молодёжи.